# Капустинське болото
Капу́стинське болото — ландшафтний заказник місцевого значення в Україні. Розташований у заплаві річки Гнізна, за межами населених пунктів, на території Капустинської сільської ради Тернопільського району Тернопільської області. 
Площа 48,4 га. Оголошений об'єктом природно-заповідного фонду рішенням № 428 четвертої сесії Тернопільської обласної ради шостого скликання від 30 листопада 2016 року. 
Заказник створений з метою охорони та збереження в природному стані та раціонального використання типових річкових ландшафтів та водно-болотних комплексів, місць зростання рідкісних видів рослин.